# دنیس بایلوسوف
دنیس بایلوسوف (اوکراینی: Денис Олегович Бєлоусов؛ زادهٔ ۶ نوامبر ۱۹۹۶) بازیکن فوتبال اهل اوکراین است.
از باشگاه‌هایی که در آن بازی کرده‌است می‌توان به باشگاه فوتبال زوریا لوهانسک اشاره کرد.
وی همچنین در تیم ملی فوتبال Ukraine U19 بازی کرده‌است.